# Берні Мак
Бернард Джеффрі Маккалох (англ. Bernard Jeffrey McCullough; 5 жовтня 1957 — 9 серпня 2008), відоміший під сценічним ім'ям Берні Мак (англ. Bernie Mac) — американський актор та комік. Народився і виріс у Чикаго, де почав кар'єру стенд-ап-коміка, здобувши неабияку популярність. Далі у тому ж жанрі вів на HBO передачу «Опівнічний Мак», потім на FOX ситком «Шоу Берні Мака». Часто грав ролі другого плану у комедійних фільмах, наприклад, «Поганий Санта», «Ангели Чарлі: Тільки вперед», а також відомий як один з друзів Оушена у однойменних фільмах. З 2005-о року приховував від усіх, що вразив його саркоїдоз, помер у серпні 2008-го від ускладнень після пневмонії.

## Фільмографія
- 1992: Гроші, гроші, ще гроші
- 1993: Хто цей тип?
- 1994: Через край
- 1994: House Party 3
- 1995: п'ятницю
- 1996: Не погрожуй Південному Централу, попиваючи сік у себе в кварталі
- 1996: Get on the Bus
- 1997: B*A*P*S
- 1997: Booty Call
- 1997: Def Jam's How to Be a Player
- 1998: The Players Club
- 1999: Life
- 2000: The Original Kings of Comedy
- 2001: Одинадцять друзів Оушена
- 2001: Що могло бути гірше?
- 2003: Поганий Санта
- 2003: Ангели Чарлі: Тільки вперед
- 2003: Head of State
- 2004: Mr. 3000
- 2004: Дванадцять друзів Оушена
- 2005: Вгадай, хто?
- 2007: Тринадцять друзів Оушена
- 2007: Pride
- 2007: Трансформери
- 2008: Мадагаскар 2: Втеча до Африки
- 2008: Блюзмени
- 2009: Старі пси